# کیورپتو، شیلی
کیورپتو، شیلی (به اسپانیایی: Curepto) یک سکونتگاه مسکونی در شیلی است که در استان تالکا واقع شده‌است.

## خصوصیات
کیورپتو ۱٬۰۷۳٫۸ کیلومترمربع مساحت و ۹٬۳۸۰ نفر جمعیت دارد و ۹ متر بالاتر از سطح دریا واقع شده‌است.